# Il senso del dolore. L'inverno del commissario Ricciardi
Il senso del dolore. L'inverno del commissario Ricciardi è un romanzo giallo del 2007, primo volume della serie Le indagini del commissario Ricciardi dello scrittore Maurizio de Giovanni.

## Trama
Napoli, marzo 1931. Mentre un inverno particolarmente rigido tiene la città stretta in una morsa di gelo, un assassinio scuote l'opinione pubblica per la ferocia con cui il crimine è stato commesso e per la notorietà del morto: il grande tenore Arnaldo Vezzi viene infatti trovato morto nel suo camerino al Teatro San Carlo prima della rappresentazione dell’opera Pagliacci con la gola squarciata da un frammento acuminato dello specchio andato in pezzi. Artista di fama mondiale, amico del Duce, uomo egoista e meschino: a ricostruire la personalità della vittima e a risolvere il caso è chiamato il commissario Luigi Alfredo Ricciardi, in forza alla Squadra Mobile della Regia Questura di Napoli. Investigatore anomalo, mal sopportato dai superiori per la sua insofferenza agli ordini e temuto dai sottoposti per il suo carattere chiuso ed enigmatico, Ricciardi coltiva nel suo animo tormentato un segreto inconfessabile: fin da bambino "vede i morti" - ma solo chi muore di morte violenta - , coglie la loro immagine nell'ultimo momento di vita e ascolta le ultime parole. "Il Fatto", come lo chiama lui, lo aiuta nelle indagini. Affiancato dal brigadiere Maione, il commissario interroga il personale del San Carlo, incontra l'affascinante Livia e ascolta le considerazioni di Don Pierino; comprende che molti avrebbero avuto un buon movente per uccidere Vezzi. Interprete del disagio della città, attento alle esigenze dei più deboli, il commissario Ricciardi risolve brillantemente il caso seguendo il suo senso di giustizia.

## Edizioni
- Maurizio de Giovanni, Le lacrime del pagliaccio, Graus, 2006, ISBN 978-88-8346-121-7.
- Maurizio de Giovanni, Il senso del dolore. L'inverno del commissario Ricciardi, Fandango, 2007, ISBN 978-88-6044-073-0.
- Maurizio de Giovanni, Il senso del dolore. L'inverno del commissario Ricciardi, Einaudi, 2012, ISBN 978-88-06-21391-6.